# Carposina scirrhosella
Carposina scirrhosella is een vlinder uit de familie Carposinidae. De wetenschappelijke naam is voor het eerst geldig gepubliceerd in 1854 door Herrich-Schäffer.
De soort komt voor in Europa.